# My Third Album
My Third Album es el tercer álbum de estudio del cantante estadounidense de country rock Johnny Rodriguez. Fue publicado en febrero de 1974 a través de Mercury Records.

## Recepción de la crítica
Un escritor no especificado de la revista Cash Box escribió: “La excelente producción de Jerry Kennedy, una excelente selección de material y grandes acompañantes como Pete Drake, Charlie McCoy, Johnny Gimble y Chip Young ayudan a completar la excelente precisión de este gran LP”. Un escritor no especificado de la revista Billboard comentó: “El polifacético joven de Texas demuestra por qué ya se ha consolidado como un favorito en este negocio. Ya sea que se trate de estándares o de melodías actuales, se siente tranquilo. También está escribiendo gran parte de su propio material y combina bien con los demás”.

## Lista de canciones
Todas las canciones escritas y compuestas por Johnny Rodriguez, excepto donde esta anotado. 
| Lado uno |                                                                  |          |  |
| N.º      | Título                                                           | Duración |  |
| 1.       | «I've Never Loved Anyone More» (Linda Hargrove, Michael Nesmith) | 2:29     |  |
| 2.       | «Ramblin' Man» (Dickey Betts)                                    | 3:05     |  |
| 3.       | «Faded Love» (John Wills, Bob Wills)                             | 2:57     |  |
| 4.       | «As Long as You Keep Clinging to My Mind»                        | 2:21     |  |
| 5.       | «Bossier City Backyard Blues»                                    | 2:39     |  |
| 6.       | «I've Never Had a Thing That Ain't Been Used»                    | 2:23     |  |

| Lado dos |                                      |          |  |
| N.º      | Título                               | Duración |  |
| 1.       | «Something» (George Harrison)        | 2:49     |  |
| 2.       | «Jane»                               | 2:27     |  |
| 3.       | «Born to Lose» (Ted Daffan)          | 2:36     |  |
| 4.       | «The Last Letter» (Rex Griffin)      | 3:48     |  |
| 5.       | «Dance with Me (Just One More Time)» | 2:30     |  |

## Créditos y personal
Créditos adaptados desde las notas de álbum de My Third Album.
Músicos
- Johnny Rodriguez – voces
- Millie Kirkham – coros
- Trish Williams – coros
- The Jordanaires – coros
- Harold Bradley – guitarra
- Ray Edenton – guitarra, mandolina
- Jerry Kennedy – guitarra
- Jerry Shook – guitarra
- Pete Wade – guitarra
- Chip Young – guitarra
- Buddy Harman – batería
- Bob Moore – bajo eléctrico
- Pig Robbins – piano
- Pete Drake – steel guitar, dobro
- Charlie McCoy – armónica, vibráfono
- Johnny Gimble – violín tradicional, mandolina
- Buddy Spicher – violín tradicional
- George Tidwell – trompeta
- Cam Mullins – arreglos en «Something» y «The Last Letter»

Personal técnico
- Jerry Kennedy – productor
- Tom Sparkman – ingeniero de audio
- Gilbert Kong – masterización
- Al Clayton – fotografía
- Jim Ladwig – director artístico
- Joe Kotleba – diseño de portada

## Posicionamiento

### Gráfica semanal
| Gráfica (1974)                             | Pico de posición |
| ------------------------------------------ | ---------------- |
| Estados Unidos (Billboard Hot Country LPs) | 5                |
| Estados Unidos (Cash Box Top Country LPs)  | 1                |

### Gráfica de fin de año
| Gráfica (1974)                             | Pico de posición |
| ------------------------------------------ | ---------------- |
| Estados Unidos (Billboard Hot Country LPs) | 30               |
| Estados Unidos (Cash Box Top Country LPs)  | 25               |